# Marc VDS Racing
Marc VDS Racing è una squadra motociclistica con sede in Belgio, che partecipa nelle competizioni del motomondiale. Ha precedentemente gareggiato in molti campionati di corse automobilistiche, come la Blancplain Endurance Series e il Campionato mondiale FIA GT1.

## Storia

### Corse automobilistiche

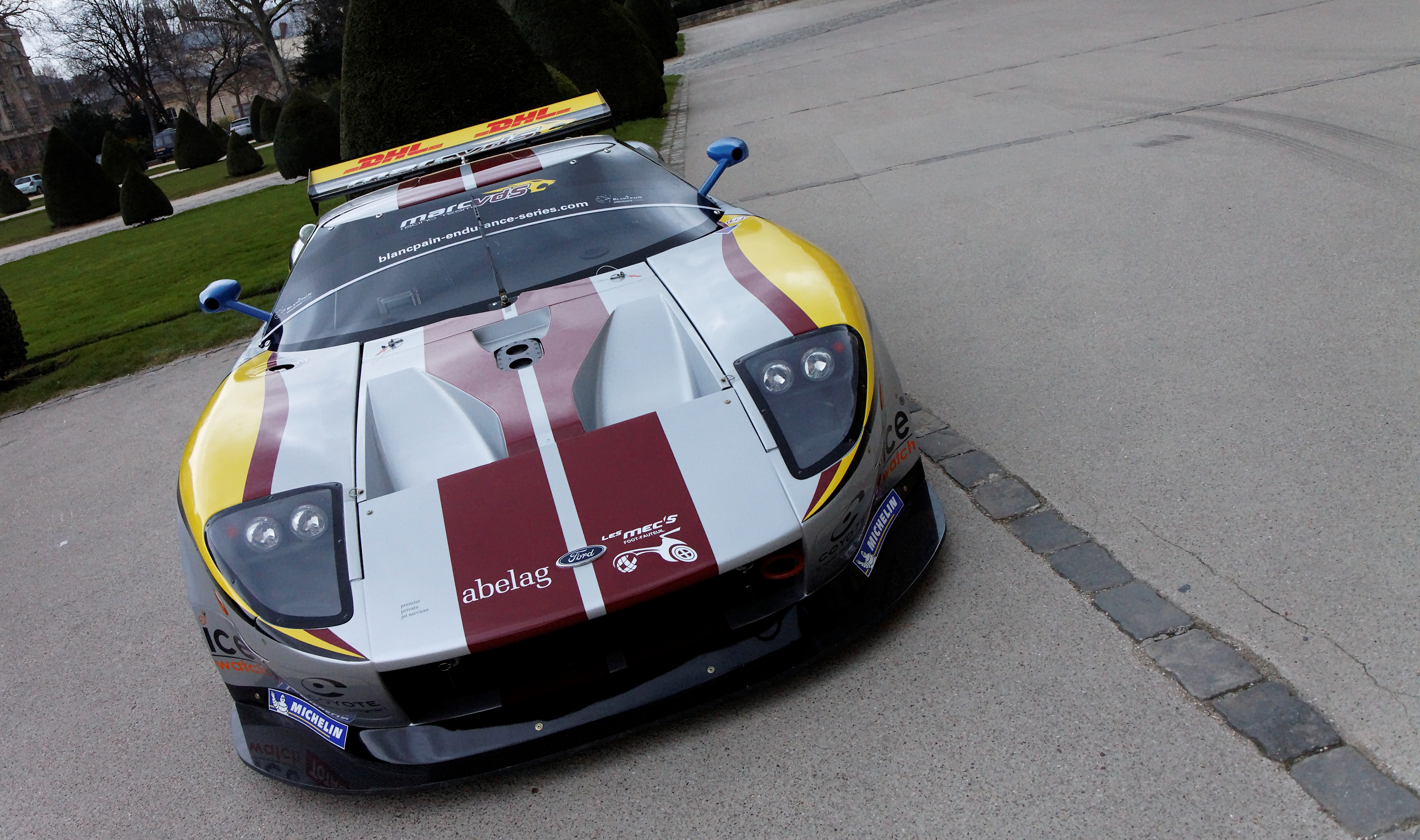
La Ford GT del team impegnata nel Blancpain Endurance Series nel 2011.

La scuderia Marc VDS Racing è di proprietà del belga, Marc-Oswald van der Straten-Ponthoz, discendente del fondatore della birreria Stella Artois. La società ha sede in Belgio, nella città di Gosselies nel distretto di Vallonia. Il team nei primi anni 2000 partecipa alla serie Belcar ovvero il campionato GT belga supportato dal marchio Gillet.
Nel 2010 la scuderia belga partecipa al loro primo evento internazionale, la Rally Dakar con la Volkswagen Buggy TDI concludendo il raid al ventunesimo posto. Nello stesso anno il team entra nel Campionato mondiale FIA GT1 partecipando alla prima edizione della serie con due Matech Ford GT. Marc VDS, inoltre, ha la possibilità di esordire nella 24 Ore di Le Mans nella classe GT. Nel 2011 arrivano i primi risultati positivi nel mondiale FIA GT1, il team ottiene ben quattro vittore e conclude al sesto posto in classifica. Ritorna per il secondo anno consecutivo a Le Mans, questa volta nella classe LMP1 con la Lola-Aston Martin B09/60. L'equipaggio formato da Vanina Ickx, Bas Leinders e Maxime Martin ottiene il settimo posto nella classifica assoluta.
Dal 2011 al 2015 il team prende parte alla Blancplain Endurance Series, nel 2013 arriva il successo nella classifica team. In quel periodi arriva due volte secondo nella 24 Ore del Nürburgring (2013 e 2015) con la BMW Z4 GT3.
Il team belga nel 2014 partecipa anche alla NASCAR Whelen Euro Series ma dopo una sola stagione lascia la serie. Dopo il 2016 la Marc VDS Racing decide di lasciare le corse automobilistiche concertandosi solo sul Motomondiale.

### Motomondiale

#### Moto2
Esordisce nel motomondiale nel 2010 nella classe Moto2 con i piloti Scott Redding e Héctor Faubel, con motociclette Suter. Il britannico termina ottavo con due podi e lo spagnolo 26º. Nel 2011 Redding viene confermato e gli viene affiancato come compagno di team il finlandese Mika Kallio. Terminano rispettivamente 15º e 16º in campionato. Nel 2012 il team opta per un cambio di telaista, da Suter a Kalex. Nel 2014 il team si presenta ai nastri di partenza del mondiale Moto2 confermando Mika Kallio, affiancato dallo spagnolo Esteve Rabat. Proprio Rabat si laurea campione del mondo con 346 punti, il compagno di squadra Kallio conquista la seconda posizione nel mondiale. Per il team è il primo titolo nel motomondiale. Nel 2015 Esteve Rabat rimane con il team in Moto2 per provare a difendere il titolo. A Rabat viene affiancato il pilota spagnolo Álex Márquez, campione del mondo Moto3 nel 2014 e fratello di Marc Márquez. Dopo il biennio 2015/2016, in cui è il francese Johann Zarco in forza al team Ajo Motorsport a vincere il titolo, nel 2017 il team torna a vincere un titoloː Franco Morbidelli si laurea campione del mondo con una gara d'anticipo, davanti a Lüthi, Oliveira e al compagno Álex Márquez. Nel 2018 i piloti titolari sono Álex Márquez e il campione del mondo della Moto3 nel 2017, lo spagnolo Joan Mir. Entrambi ottengono numerosi piazzamenti a podio chiudendo nelle prime posizioni in classifica mondiale. Nel 2019 la coppia di piloti è formata dal confermato Marquez e da Xavi Vierge. Proprio Marquez, grazie ad una sequenza di cinque vittorie nella parte centrale della stagione, ottiene il titolo di campione della Moto2. Nel 2020 il team, che si schiera con Sam Lowes e Augusto Fernández, si posiziona al secondo posto in classifica a squadre. Lowes in particolare lotta per il titolo conquistando tre vittorie consecutive. Nel 2021 il team, con la stessa coppia di piloti dell'anno precedente, si conferma al secondo posto della classifica a squadre e vince altri tre Gran Premi con Sam Lowes.
Nel 2022 al confermato Lowes viene affiancato Tony Arbolino che nel GP delle Americhe ottiene la sua prima vittoria in Moto2. Arbolino, con altre due vittorie nel finale di stagione chiude al quarto posto in classifica. Sam Lowes nella gara inaugurale in Qatar ottiene un terzo posto. Dopo una serie di gare concluse anzitempo ritirandosi, torna sul podio al Gran Premio di Germania dopo essere partito dalla pole position. In seguito è costretto a saltare diversi eventi per infortunio e chiude al diciannovesimo posto. La stagione si conclude al quinto posto in classifica a squadre. Nel 2023, confermati i piloti dell'annata precedente, il team chiude al terzo posto nella classifica a squadre. Lowes al Gran Premio di Spagna fa siglare l'Hat trick conquistando pole, vittoria e giro più veloce, mentre Arbolino rimane in corsa per il titolo fino a fine campionato.
Alla luce del passaggio di Lowes nel mondiale Superbike per il 2024, la seconda Kalex viene affidata a Filip Salač, che affianca così il confermato Arbolino. L'annata termina all'ottavo posto nella classifica a squadre con entrambi i piloti a podio in almeno una gara.

#### MotoGP
Nel 2015 il team fa il suo debutto in MotoGP con Scott Redding su Honda RC213V. In occasione del Gran Premio di Misano, pilota e team ottengono il primo podio in questa categoria. Il campionato 2016 vede la promozione in MotoGP del pilota spagnolo Esteve Rabat proveniente dalla Moto2, a Rabat viene affiancato l'australiano Jack Miller. Il 26 giugno 2016, in occasione del Gran Premio d'Olanda ad Assen, il team ottiene la sua prima vittoria nella classe MotoGP proprio grazie a Jack Miller, che partiva diciottesimo sulla griglia di partenza, ma con una gara completamente stravolta dalla pioggia, riesce a tagliare il traguardo in prima posizione. Era dalla stagione 2006 che un pilota di un team non ufficiale, cosiddetto "team privato", non riusciva a vincere una gara della classe MotoGP, quando ad imporsi fu Toni Elías del team Gresini Racing nel Gran Premio del Portogallo ad Estoril. Il 2017 vede la riconferma di Miller e Rabat come coppia di piloti titolari.
Nel 2018 Franco Morbidelli diviene pilota titolare in MotoGP, il compagno di squadra è lo svizzero Thomas Lüthi secondo classificato della classe Moto2 del 2017. Morbidelli ottiene cinquanta punti risultando il miglior esordiente di categoria in stagione mentre Lüthi non ottiene punti.

#### MotoE
Dal 2019 partecipa anche alla nuova classe MotoE, con l'ex campione della 125 Mike Di Meglio. Il pilota francese disputa una stagione regolare terminando quasi sempre in zona punti. Chiude la stagione inaugurale di questa categoria al quinto posto tra i piloti con 63 punti, conquistando un terzo posto nella prima gara in Germania ed una vittoria in Austria. Nel 2020 il confermato Di Meglio si posiziona quarto in campionato con due piazzamenti a podio.

### Mondiale Superbike
Per la stagione 2024, il team belga esordisce nel Campionato mondiale Superbike. Il team scende in pista con una Ducati Panigale V4 guidata dal pilota britannico Sam Lowes. L'adattamento alla nuova categoria, dopo dieci anni consecutivi coi prototipi, si rivela tutt'altro che semplice per Lowes che non va oltre il diciottesimo posto in classifica generale. Ottiene comunque il giro più veloce in gara uno al Montmelò e porta Marc VDS all'undicesimo posto nella classifica a squadre.

## Timeline
| Serie attuali               | Serie attuali |
| --------------------------- | ------------- |
| Superbike                   | 2024-presente |
| Moto2                       | 2010-presente |
| Serie conclusive            |               |
| MotoE                       | 2019-2020     |
| MotoGP                      | 2015-2018     |
| NASCAR Whelen Euro Series   | 2014          |
| Moto3                       | 2013-2014     |
| 24 Ore del Nürburgring      | 2012-2015     |
| Blancplain Endurance Series | 2011-2015     |
| Campionato mondiale FIA GT1 | 2010-2011     |
| 24 Ore di Le Mans           | 2010-2011     |
| Rally Dakar                 | 2010          |

## Risultati corse automobilistiche

### Risultati FIA GT1
| Anno    | Piloti                                                          | Vettura  | #  | ABU | ABU | SIL | SIL | BRN | BRN | PAU | PAU | SPA | SPA | NÜR | NÜR | ALG | ALG | NAV | NAV | INT | INT | SAN | SAN | Punti | Pos. |
| ------- | --------------------------------------------------------------- | -------- | -- | --- | --- | --- | --- | --- | --- | --- | --- | --- | --- | --- | --- | --- | --- | --- | --- | --- | --- | --- | --- | ----- | ---- |
| 2010    | Leinders Martin                                                 | Ford GT1 | 40 | 6   | 13  | 19  | 8   | 16  | Rit | 20  | 4   | 9   | Rit | Rit | 11  | Rit | 5   | 3   | 5   | 11  | 5   | 3   | Rit | 62    | 8°   |
| 2010    | Palttala Kuppens (1-7) Bobbi (8-10)                             | Ford GT1 | 41 | Rit | DN  | 18  | 10  | 18  | 15  | 22  | 14  | 14  | 15  | 12  | 17  | 19  | 15  | 12  | 10  | 20  | 15  | 15  | Rit | 62    | 8°   |
| Anno    | Piloti                                                          | Vettura  | #  | ABU | ABU | ZOL | ZOL | ALG | ALG | SAC | SAC | SIL | SIL | NAV | NAV | PAU | PAU | ORD | ORD | BEI | BEI | SAN | SAN | Punti | Pos. |
| 2011    | Leinders Hennerici (1-9) Risatti (10)                           | Ford GT1 | 40 | 11  | DN  | Rit | 10  | Rit | 10  | Rit | 8   | 11  | 6   | 12  | 10  | Rit | 12  | 10  | 10  | Rit | Rit | Rit | 9   | 132   | 6°   |
| 2011    | Martin Makowiecki (1-2,4-5,7-8) Clairay (3, 10) Baguette (6, 9) | Ford GT1 | 41 | 1   | 8   | 5   | 8   | 6   | Rit | 1   | Rit | NC  | Rit | 3   | 4   | 5   | 6   | 1   | 1   | Rit | 4   | 15  | 11  | 132   | 6°   |
| Legenda |                                                                 |          |    |     |     |     |     |     |     |     |     |     |     |     |     |     |     |     |     |     |     |     |     |       |      |

### Risultati alla 24 Ore di Le Mans
| Anno | Team                 | Piloti                                       | Vettura                  | Classe | Giri | Pos. | Pos. Cat. |
| ---- | -------------------- | -------------------------------------------- | ------------------------ | ------ | ---- | ---- | --------- |
| 2010 | Marc VDS Racing Team | Eric de Doncker Bas Leinders Markus Palttala | Ford GT1                 | GT     | 26   | Rit  | Rit       |
| 2011 | Marc VDS Racing Team | Vanina Ickx Bas Leinders Maxime Martin       | Lola-Aston Martin B09/60 | LMP1   | 328  | 7°   | 7°        |

### Risultati alla 24 Ore del Nürburgring
| Anno | Team                            | Piloti                                                        | Vettura    | Classe  | Giri | Pos. | Pos. Cat. |
| ---- | ------------------------------- | ------------------------------------------------------------- | ---------- | ------- | ---- | ---- | --------- |
| 2012 | Marc VDS Racing                 | Maxime Martin Bas Leinders Markus Palttala                    | BMW Z4 GT3 | SP9     | 154  | 4°   | 4°        |
| 2013 | Marc VDS Racing                 | Maxime Martin Andrea Piccini Yelmer Buurman Richard Göransson | BMW Z4 GT3 | SP9     | 88   | 2°   | 2°        |
| 2014 | BMW Sports Trophy Team Marc VDS | Maxime Martin Jörg Müller Uwe Alzen Marco Wittmann            | BMW Z4 GT3 | SP9 GT3 | 60   | Rit  | Rit       |
| 2014 | BMW Sports Trophy Team Marc VDS | Bas Leinders Markus Palttala Nick Catsburg Dirk Adorf         | BMW Z4 GT3 | SP9 GT3 | 60   | Rit  | Rit       |
| 2015 | BMW Sports Trophy Team Marc VDS | Maxime Martin Lucas Luhr Markus Palttala Richard Westbrook    | BMW Z4 GT3 | SP9 GT3 | 156  | 2°   | 2°        |
| 2015 | BMW Sports Trophy Team Marc VDS | Augusto Farfus Jörg Müller Nick Catsburg Dirk Adorf           | BMW Z4 GT3 | SP9 GT3 | 155  | 4°   | 4°        |

## Risultati Motomondiale

### Risultati in MotoGP
I punti e il risultato finale sono la somma dei punti ottenuti da entrambi i piloti (diversamente dalla classifica costruttori) e il risultato finale si riferisce al team e non al costruttore.
| Anno | Moto         | Gomme | Piloti        |    |     |   |    |     |    |   |    |     |    |    |   |   |    |    |    |    |    |  | Punti | Pos. |
| ---- | ------------ | ----- | ------------- | -- | --- | - | -- | --- | -- | - | -- | --- | -- | -- | - | - | -- | -- | -- | -- | -- |  | ----- | ---- |
| 2015 | Honda RC213V | B     | Scott Redding | 13 | Rit | 9 | 13 | Rit | 11 | 7 | 13 | Rit | 13 | 12 | 6 | 3 | 12 | 10 | 11 | 11 | 15 |  | 84    | 8º   |

| Anno | Moto         | Gomme | Piloti       |    |     |    |    |     |     |    |    |    |    |     |    |    |     |     |    |    |    |  | Punti | Pos. |
| ---- | ------------ | ----- | ------------ | -- | --- | -- | -- | --- | --- | -- | -- | -- | -- | --- | -- | -- | --- | --- | -- | -- | -- |  | ----- | ---- |
| 2016 | Honda RC213V | M     | Jack Miller  | 14 | Rit | NQ | 17 | Rit | Rit | 10 | 1  | 7  | NP | Inf | 16 | NP | Inf | Rit | 10 | 8  | 14 |  | 87    | 11º  |
| 2016 | Honda RC213V | M     | Esteve Rabat | 15 | 9   | 13 | 18 | Rit | NP  | 14 | 11 | 16 | 14 | 10  | 15 | 17 | Rit | 14  | 16 | 18 | 17 |  | 87    | 11º  |
| 2016 | Honda RC213V | M     | Nicky Hayden |    |     |    |    |     |     |    |    |    |    |     |    |    | 15  |     |    |    |    |  | 87    | 11º  |

| Anno | Moto         | Gomme | Piloti         |    |    |    |     |    |    |     |    |    |    |     |    |     |    |     |    |    |    |  | Punti | Pos. |
| ---- | ------------ | ----- | -------------- | -- | -- | -- | --- | -- | -- | --- | -- | -- | -- | --- | -- | --- | -- | --- | -- | -- | -- |  | ----- | ---- |
| 2017 | Honda RC213V | M     | Jack Miller    | 8  | 9  | 10 | Rit | 8  | 15 | Rit | 6  | 15 | 14 | Rit | 16 | 6   | 13 | Inf | 7  | 8  | 7  |  | 117   | 7º   |
| 2017 | Honda RC213V | M     | Esteve Rabat   | 15 | 12 | 13 | Rit | 11 | 11 | 15  | 12 | 18 | 17 | 19  | 12 | Rit | 15 | 15  | 16 | 18 | 10 |  | 117   | 7º   |
| 2017 | Honda RC213V | M     | Hiroshi Aoyama |    |    |    |     |    |    |     |    |    |    |     |    |     |    | 18  |    |    |    |  | 117   | 7º   |

| Anno | Moto         | Gomme | Piloti            |    |    |    |     |    |     |     |    |     |    |    |    |    |    |    |    |    |    |     | Punti | Pos. |
| ---- | ------------ | ----- | ----------------- | -- | -- | -- | --- | -- | --- | --- | -- | --- | -- | -- | -- | -- | -- | -- | -- | -- | -- | --- | ----- | ---- |
| 2018 | Honda RC213V | M     | Franco Morbidelli | 12 | 14 | 21 | 9   | 13 | 15  | 14  | NP | Inf | 13 | 19 | AN | 12 | 11 | 14 | 11 | 8  | 12 | Rit | 50    | 11º  |
| 2018 | Honda RC213V | M     | Stefan Bradl      |    |    |    |     |    |     |     |    | 16  |    |    |    |    |    |    |    |    |    |     | 50    | 11º  |
| 2018 | Honda RC213V | M     | Thomas Lüthi      | 16 | 17 | 18 | Rit | 16 | Rit | Rit | 20 | 17  | 16 | 22 | AN | 22 | 17 | 20 | 20 | 16 | 16 | Rit | 50    | 11º  |

| Legenda | 1º posto        | 2º posto            | 3º posto            | A punti      | Senza punti        | Grassetto – Pole position Corsivo – Giro più veloce |
| Legenda | Gara non valida | Non qual./Non part. | Ritirato/Non class. | Squalificato | '-' Dato non disp. | Grassetto – Pole position Corsivo – Giro più veloce |